# Сеги-1 тема
Те́ма Сеги-1  — тема в шаховій композиції в двоходівці. Суть теми — чергування матів на ходи чорного короля в ілюзорній грі і в рішенні.

## Історія
Ідею запропонував в першій половині ХХ століття угорський шаховий композитор Іожеф Сеги (1910—?).
В початковій позиції є ілюзорна гра — на ходи чорного короля виникають мати, а в рішенні на ті ж ходи чорного короля проходять ті ж мати, але з чергуванням.
Ідея дістала назву — тема Сеги-1, оскільки є ще й інша ідея Іожефа Сеги, яка має назву — тема Сеги-2.
Алгоритм вираження теми:
1. ... Kx 2. A #
1. ... Ky 2. B #
1. X!
1. ... Kx 2. B #
1. ... Ky 2. A #
|   | a | b | c | d | e | f | g | h |   |
| 8 | e8 білий король · h8 білий слон · e6 чорний пішак · f6 білий кінь · h6 білий ферзь · f5 білий пішак · h5 білий пішак · b4 білий пішак · d4 чорний король · g4 білий пішак · b3 білий слон · f3 чорний кінь · d2 білий кінь · e2 білий пішак · f2 білий пішак · g2 чорний кінь | e8 білий король · h8 білий слон · e6 чорний пішак · f6 білий кінь · h6 білий ферзь · f5 білий пішак · h5 білий пішак · b4 білий пішак · d4 чорний король · g4 білий пішак · b3 білий слон · f3 чорний кінь · d2 білий кінь · e2 білий пішак · f2 білий пішак · g2 чорний кінь | e8 білий король · h8 білий слон · e6 чорний пішак · f6 білий кінь · h6 білий ферзь · f5 білий пішак · h5 білий пішак · b4 білий пішак · d4 чорний король · g4 білий пішак · b3 білий слон · f3 чорний кінь · d2 білий кінь · e2 білий пішак · f2 білий пішак · g2 чорний кінь | e8 білий король · h8 білий слон · e6 чорний пішак · f6 білий кінь · h6 білий ферзь · f5 білий пішак · h5 білий пішак · b4 білий пішак · d4 чорний король · g4 білий пішак · b3 білий слон · f3 чорний кінь · d2 білий кінь · e2 білий пішак · f2 білий пішак · g2 чорний кінь | e8 білий король · h8 білий слон · e6 чорний пішак · f6 білий кінь · h6 білий ферзь · f5 білий пішак · h5 білий пішак · b4 білий пішак · d4 чорний король · g4 білий пішак · b3 білий слон · f3 чорний кінь · d2 білий кінь · e2 білий пішак · f2 білий пішак · g2 чорний кінь | e8 білий король · h8 білий слон · e6 чорний пішак · f6 білий кінь · h6 білий ферзь · f5 білий пішак · h5 білий пішак · b4 білий пішак · d4 чорний король · g4 білий пішак · b3 білий слон · f3 чорний кінь · d2 білий кінь · e2 білий пішак · f2 білий пішак · g2 чорний кінь | e8 білий король · h8 білий слон · e6 чорний пішак · f6 білий кінь · h6 білий ферзь · f5 білий пішак · h5 білий пішак · b4 білий пішак · d4 чорний король · g4 білий пішак · b3 білий слон · f3 чорний кінь · d2 білий кінь · e2 білий пішак · f2 білий пішак · g2 чорний кінь | e8 білий король · h8 білий слон · e6 чорний пішак · f6 білий кінь · h6 білий ферзь · f5 білий пішак · h5 білий пішак · b4 білий пішак · d4 чорний король · g4 білий пішак · b3 білий слон · f3 чорний кінь · d2 білий кінь · e2 білий пішак · f2 білий пішак · g2 чорний кінь | 8 |
| 7 | e8 білий король · h8 білий слон · e6 чорний пішак · f6 білий кінь · h6 білий ферзь · f5 білий пішак · h5 білий пішак · b4 білий пішак · d4 чорний король · g4 білий пішак · b3 білий слон · f3 чорний кінь · d2 білий кінь · e2 білий пішак · f2 білий пішак · g2 чорний кінь | e8 білий король · h8 білий слон · e6 чорний пішак · f6 білий кінь · h6 білий ферзь · f5 білий пішак · h5 білий пішак · b4 білий пішак · d4 чорний король · g4 білий пішак · b3 білий слон · f3 чорний кінь · d2 білий кінь · e2 білий пішак · f2 білий пішак · g2 чорний кінь | e8 білий король · h8 білий слон · e6 чорний пішак · f6 білий кінь · h6 білий ферзь · f5 білий пішак · h5 білий пішак · b4 білий пішак · d4 чорний король · g4 білий пішак · b3 білий слон · f3 чорний кінь · d2 білий кінь · e2 білий пішак · f2 білий пішак · g2 чорний кінь | e8 білий король · h8 білий слон · e6 чорний пішак · f6 білий кінь · h6 білий ферзь · f5 білий пішак · h5 білий пішак · b4 білий пішак · d4 чорний король · g4 білий пішак · b3 білий слон · f3 чорний кінь · d2 білий кінь · e2 білий пішак · f2 білий пішак · g2 чорний кінь | e8 білий король · h8 білий слон · e6 чорний пішак · f6 білий кінь · h6 білий ферзь · f5 білий пішак · h5 білий пішак · b4 білий пішак · d4 чорний король · g4 білий пішак · b3 білий слон · f3 чорний кінь · d2 білий кінь · e2 білий пішак · f2 білий пішак · g2 чорний кінь | e8 білий король · h8 білий слон · e6 чорний пішак · f6 білий кінь · h6 білий ферзь · f5 білий пішак · h5 білий пішак · b4 білий пішак · d4 чорний король · g4 білий пішак · b3 білий слон · f3 чорний кінь · d2 білий кінь · e2 білий пішак · f2 білий пішак · g2 чорний кінь | e8 білий король · h8 білий слон · e6 чорний пішак · f6 білий кінь · h6 білий ферзь · f5 білий пішак · h5 білий пішак · b4 білий пішак · d4 чорний король · g4 білий пішак · b3 білий слон · f3 чорний кінь · d2 білий кінь · e2 білий пішак · f2 білий пішак · g2 чорний кінь | e8 білий король · h8 білий слон · e6 чорний пішак · f6 білий кінь · h6 білий ферзь · f5 білий пішак · h5 білий пішак · b4 білий пішак · d4 чорний король · g4 білий пішак · b3 білий слон · f3 чорний кінь · d2 білий кінь · e2 білий пішак · f2 білий пішак · g2 чорний кінь | 7 |
| 6 | e8 білий король · h8 білий слон · e6 чорний пішак · f6 білий кінь · h6 білий ферзь · f5 білий пішак · h5 білий пішак · b4 білий пішак · d4 чорний король · g4 білий пішак · b3 білий слон · f3 чорний кінь · d2 білий кінь · e2 білий пішак · f2 білий пішак · g2 чорний кінь | e8 білий король · h8 білий слон · e6 чорний пішак · f6 білий кінь · h6 білий ферзь · f5 білий пішак · h5 білий пішак · b4 білий пішак · d4 чорний король · g4 білий пішак · b3 білий слон · f3 чорний кінь · d2 білий кінь · e2 білий пішак · f2 білий пішак · g2 чорний кінь | e8 білий король · h8 білий слон · e6 чорний пішак · f6 білий кінь · h6 білий ферзь · f5 білий пішак · h5 білий пішак · b4 білий пішак · d4 чорний король · g4 білий пішак · b3 білий слон · f3 чорний кінь · d2 білий кінь · e2 білий пішак · f2 білий пішак · g2 чорний кінь | e8 білий король · h8 білий слон · e6 чорний пішак · f6 білий кінь · h6 білий ферзь · f5 білий пішак · h5 білий пішак · b4 білий пішак · d4 чорний король · g4 білий пішак · b3 білий слон · f3 чорний кінь · d2 білий кінь · e2 білий пішак · f2 білий пішак · g2 чорний кінь | e8 білий король · h8 білий слон · e6 чорний пішак · f6 білий кінь · h6 білий ферзь · f5 білий пішак · h5 білий пішак · b4 білий пішак · d4 чорний король · g4 білий пішак · b3 білий слон · f3 чорний кінь · d2 білий кінь · e2 білий пішак · f2 білий пішак · g2 чорний кінь | e8 білий король · h8 білий слон · e6 чорний пішак · f6 білий кінь · h6 білий ферзь · f5 білий пішак · h5 білий пішак · b4 білий пішак · d4 чорний король · g4 білий пішак · b3 білий слон · f3 чорний кінь · d2 білий кінь · e2 білий пішак · f2 білий пішак · g2 чорний кінь | e8 білий король · h8 білий слон · e6 чорний пішак · f6 білий кінь · h6 білий ферзь · f5 білий пішак · h5 білий пішак · b4 білий пішак · d4 чорний король · g4 білий пішак · b3 білий слон · f3 чорний кінь · d2 білий кінь · e2 білий пішак · f2 білий пішак · g2 чорний кінь | e8 білий король · h8 білий слон · e6 чорний пішак · f6 білий кінь · h6 білий ферзь · f5 білий пішак · h5 білий пішак · b4 білий пішак · d4 чорний король · g4 білий пішак · b3 білий слон · f3 чорний кінь · d2 білий кінь · e2 білий пішак · f2 білий пішак · g2 чорний кінь | 6 |
| 5 | e8 білий король · h8 білий слон · e6 чорний пішак · f6 білий кінь · h6 білий ферзь · f5 білий пішак · h5 білий пішак · b4 білий пішак · d4 чорний король · g4 білий пішак · b3 білий слон · f3 чорний кінь · d2 білий кінь · e2 білий пішак · f2 білий пішак · g2 чорний кінь | e8 білий король · h8 білий слон · e6 чорний пішак · f6 білий кінь · h6 білий ферзь · f5 білий пішак · h5 білий пішак · b4 білий пішак · d4 чорний король · g4 білий пішак · b3 білий слон · f3 чорний кінь · d2 білий кінь · e2 білий пішак · f2 білий пішак · g2 чорний кінь | e8 білий король · h8 білий слон · e6 чорний пішак · f6 білий кінь · h6 білий ферзь · f5 білий пішак · h5 білий пішак · b4 білий пішак · d4 чорний король · g4 білий пішак · b3 білий слон · f3 чорний кінь · d2 білий кінь · e2 білий пішак · f2 білий пішак · g2 чорний кінь | e8 білий король · h8 білий слон · e6 чорний пішак · f6 білий кінь · h6 білий ферзь · f5 білий пішак · h5 білий пішак · b4 білий пішак · d4 чорний король · g4 білий пішак · b3 білий слон · f3 чорний кінь · d2 білий кінь · e2 білий пішак · f2 білий пішак · g2 чорний кінь | e8 білий король · h8 білий слон · e6 чорний пішак · f6 білий кінь · h6 білий ферзь · f5 білий пішак · h5 білий пішак · b4 білий пішак · d4 чорний король · g4 білий пішак · b3 білий слон · f3 чорний кінь · d2 білий кінь · e2 білий пішак · f2 білий пішак · g2 чорний кінь | e8 білий король · h8 білий слон · e6 чорний пішак · f6 білий кінь · h6 білий ферзь · f5 білий пішак · h5 білий пішак · b4 білий пішак · d4 чорний король · g4 білий пішак · b3 білий слон · f3 чорний кінь · d2 білий кінь · e2 білий пішак · f2 білий пішак · g2 чорний кінь | e8 білий король · h8 білий слон · e6 чорний пішак · f6 білий кінь · h6 білий ферзь · f5 білий пішак · h5 білий пішак · b4 білий пішак · d4 чорний король · g4 білий пішак · b3 білий слон · f3 чорний кінь · d2 білий кінь · e2 білий пішак · f2 білий пішак · g2 чорний кінь | e8 білий король · h8 білий слон · e6 чорний пішак · f6 білий кінь · h6 білий ферзь · f5 білий пішак · h5 білий пішак · b4 білий пішак · d4 чорний король · g4 білий пішак · b3 білий слон · f3 чорний кінь · d2 білий кінь · e2 білий пішак · f2 білий пішак · g2 чорний кінь | 5 |
| 4 | e8 білий король · h8 білий слон · e6 чорний пішак · f6 білий кінь · h6 білий ферзь · f5 білий пішак · h5 білий пішак · b4 білий пішак · d4 чорний король · g4 білий пішак · b3 білий слон · f3 чорний кінь · d2 білий кінь · e2 білий пішак · f2 білий пішак · g2 чорний кінь | e8 білий король · h8 білий слон · e6 чорний пішак · f6 білий кінь · h6 білий ферзь · f5 білий пішак · h5 білий пішак · b4 білий пішак · d4 чорний король · g4 білий пішак · b3 білий слон · f3 чорний кінь · d2 білий кінь · e2 білий пішак · f2 білий пішак · g2 чорний кінь | e8 білий король · h8 білий слон · e6 чорний пішак · f6 білий кінь · h6 білий ферзь · f5 білий пішак · h5 білий пішак · b4 білий пішак · d4 чорний король · g4 білий пішак · b3 білий слон · f3 чорний кінь · d2 білий кінь · e2 білий пішак · f2 білий пішак · g2 чорний кінь | e8 білий король · h8 білий слон · e6 чорний пішак · f6 білий кінь · h6 білий ферзь · f5 білий пішак · h5 білий пішак · b4 білий пішак · d4 чорний король · g4 білий пішак · b3 білий слон · f3 чорний кінь · d2 білий кінь · e2 білий пішак · f2 білий пішак · g2 чорний кінь | e8 білий король · h8 білий слон · e6 чорний пішак · f6 білий кінь · h6 білий ферзь · f5 білий пішак · h5 білий пішак · b4 білий пішак · d4 чорний король · g4 білий пішак · b3 білий слон · f3 чорний кінь · d2 білий кінь · e2 білий пішак · f2 білий пішак · g2 чорний кінь | e8 білий король · h8 білий слон · e6 чорний пішак · f6 білий кінь · h6 білий ферзь · f5 білий пішак · h5 білий пішак · b4 білий пішак · d4 чорний король · g4 білий пішак · b3 білий слон · f3 чорний кінь · d2 білий кінь · e2 білий пішак · f2 білий пішак · g2 чорний кінь | e8 білий король · h8 білий слон · e6 чорний пішак · f6 білий кінь · h6 білий ферзь · f5 білий пішак · h5 білий пішак · b4 білий пішак · d4 чорний король · g4 білий пішак · b3 білий слон · f3 чорний кінь · d2 білий кінь · e2 білий пішак · f2 білий пішак · g2 чорний кінь | e8 білий король · h8 білий слон · e6 чорний пішак · f6 білий кінь · h6 білий ферзь · f5 білий пішак · h5 білий пішак · b4 білий пішак · d4 чорний король · g4 білий пішак · b3 білий слон · f3 чорний кінь · d2 білий кінь · e2 білий пішак · f2 білий пішак · g2 чорний кінь | 4 |
| 3 | e8 білий король · h8 білий слон · e6 чорний пішак · f6 білий кінь · h6 білий ферзь · f5 білий пішак · h5 білий пішак · b4 білий пішак · d4 чорний король · g4 білий пішак · b3 білий слон · f3 чорний кінь · d2 білий кінь · e2 білий пішак · f2 білий пішак · g2 чорний кінь | e8 білий король · h8 білий слон · e6 чорний пішак · f6 білий кінь · h6 білий ферзь · f5 білий пішак · h5 білий пішак · b4 білий пішак · d4 чорний король · g4 білий пішак · b3 білий слон · f3 чорний кінь · d2 білий кінь · e2 білий пішак · f2 білий пішак · g2 чорний кінь | e8 білий король · h8 білий слон · e6 чорний пішак · f6 білий кінь · h6 білий ферзь · f5 білий пішак · h5 білий пішак · b4 білий пішак · d4 чорний король · g4 білий пішак · b3 білий слон · f3 чорний кінь · d2 білий кінь · e2 білий пішак · f2 білий пішак · g2 чорний кінь | e8 білий король · h8 білий слон · e6 чорний пішак · f6 білий кінь · h6 білий ферзь · f5 білий пішак · h5 білий пішак · b4 білий пішак · d4 чорний король · g4 білий пішак · b3 білий слон · f3 чорний кінь · d2 білий кінь · e2 білий пішак · f2 білий пішак · g2 чорний кінь | e8 білий король · h8 білий слон · e6 чорний пішак · f6 білий кінь · h6 білий ферзь · f5 білий пішак · h5 білий пішак · b4 білий пішак · d4 чорний король · g4 білий пішак · b3 білий слон · f3 чорний кінь · d2 білий кінь · e2 білий пішак · f2 білий пішак · g2 чорний кінь | e8 білий король · h8 білий слон · e6 чорний пішак · f6 білий кінь · h6 білий ферзь · f5 білий пішак · h5 білий пішак · b4 білий пішак · d4 чорний король · g4 білий пішак · b3 білий слон · f3 чорний кінь · d2 білий кінь · e2 білий пішак · f2 білий пішак · g2 чорний кінь | e8 білий король · h8 білий слон · e6 чорний пішак · f6 білий кінь · h6 білий ферзь · f5 білий пішак · h5 білий пішак · b4 білий пішак · d4 чорний король · g4 білий пішак · b3 білий слон · f3 чорний кінь · d2 білий кінь · e2 білий пішак · f2 білий пішак · g2 чорний кінь | e8 білий король · h8 білий слон · e6 чорний пішак · f6 білий кінь · h6 білий ферзь · f5 білий пішак · h5 білий пішак · b4 білий пішак · d4 чорний король · g4 білий пішак · b3 білий слон · f3 чорний кінь · d2 білий кінь · e2 білий пішак · f2 білий пішак · g2 чорний кінь | 3 |
| 2 | e8 білий король · h8 білий слон · e6 чорний пішак · f6 білий кінь · h6 білий ферзь · f5 білий пішак · h5 білий пішак · b4 білий пішак · d4 чорний король · g4 білий пішак · b3 білий слон · f3 чорний кінь · d2 білий кінь · e2 білий пішак · f2 білий пішак · g2 чорний кінь | e8 білий король · h8 білий слон · e6 чорний пішак · f6 білий кінь · h6 білий ферзь · f5 білий пішак · h5 білий пішак · b4 білий пішак · d4 чорний король · g4 білий пішак · b3 білий слон · f3 чорний кінь · d2 білий кінь · e2 білий пішак · f2 білий пішак · g2 чорний кінь | e8 білий король · h8 білий слон · e6 чорний пішак · f6 білий кінь · h6 білий ферзь · f5 білий пішак · h5 білий пішак · b4 білий пішак · d4 чорний король · g4 білий пішак · b3 білий слон · f3 чорний кінь · d2 білий кінь · e2 білий пішак · f2 білий пішак · g2 чорний кінь | e8 білий король · h8 білий слон · e6 чорний пішак · f6 білий кінь · h6 білий ферзь · f5 білий пішак · h5 білий пішак · b4 білий пішак · d4 чорний король · g4 білий пішак · b3 білий слон · f3 чорний кінь · d2 білий кінь · e2 білий пішак · f2 білий пішак · g2 чорний кінь | e8 білий король · h8 білий слон · e6 чорний пішак · f6 білий кінь · h6 білий ферзь · f5 білий пішак · h5 білий пішак · b4 білий пішак · d4 чорний король · g4 білий пішак · b3 білий слон · f3 чорний кінь · d2 білий кінь · e2 білий пішак · f2 білий пішак · g2 чорний кінь | e8 білий король · h8 білий слон · e6 чорний пішак · f6 білий кінь · h6 білий ферзь · f5 білий пішак · h5 білий пішак · b4 білий пішак · d4 чорний король · g4 білий пішак · b3 білий слон · f3 чорний кінь · d2 білий кінь · e2 білий пішак · f2 білий пішак · g2 чорний кінь | e8 білий король · h8 білий слон · e6 чорний пішак · f6 білий кінь · h6 білий ферзь · f5 білий пішак · h5 білий пішак · b4 білий пішак · d4 чорний король · g4 білий пішак · b3 білий слон · f3 чорний кінь · d2 білий кінь · e2 білий пішак · f2 білий пішак · g2 чорний кінь | e8 білий король · h8 білий слон · e6 чорний пішак · f6 білий кінь · h6 білий ферзь · f5 білий пішак · h5 білий пішак · b4 білий пішак · d4 чорний король · g4 білий пішак · b3 білий слон · f3 чорний кінь · d2 білий кінь · e2 білий пішак · f2 білий пішак · g2 чорний кінь | 2 |
| 1 | e8 білий король · h8 білий слон · e6 чорний пішак · f6 білий кінь · h6 білий ферзь · f5 білий пішак · h5 білий пішак · b4 білий пішак · d4 чорний король · g4 білий пішак · b3 білий слон · f3 чорний кінь · d2 білий кінь · e2 білий пішак · f2 білий пішак · g2 чорний кінь | e8 білий король · h8 білий слон · e6 чорний пішак · f6 білий кінь · h6 білий ферзь · f5 білий пішак · h5 білий пішак · b4 білий пішак · d4 чорний король · g4 білий пішак · b3 білий слон · f3 чорний кінь · d2 білий кінь · e2 білий пішак · f2 білий пішак · g2 чорний кінь | e8 білий король · h8 білий слон · e6 чорний пішак · f6 білий кінь · h6 білий ферзь · f5 білий пішак · h5 білий пішак · b4 білий пішак · d4 чорний король · g4 білий пішак · b3 білий слон · f3 чорний кінь · d2 білий кінь · e2 білий пішак · f2 білий пішак · g2 чорний кінь | e8 білий король · h8 білий слон · e6 чорний пішак · f6 білий кінь · h6 білий ферзь · f5 білий пішак · h5 білий пішак · b4 білий пішак · d4 чорний король · g4 білий пішак · b3 білий слон · f3 чорний кінь · d2 білий кінь · e2 білий пішак · f2 білий пішак · g2 чорний кінь | e8 білий король · h8 білий слон · e6 чорний пішак · f6 білий кінь · h6 білий ферзь · f5 білий пішак · h5 білий пішак · b4 білий пішак · d4 чорний король · g4 білий пішак · b3 білий слон · f3 чорний кінь · d2 білий кінь · e2 білий пішак · f2 білий пішак · g2 чорний кінь | e8 білий король · h8 білий слон · e6 чорний пішак · f6 білий кінь · h6 білий ферзь · f5 білий пішак · h5 білий пішак · b4 білий пішак · d4 чорний король · g4 білий пішак · b3 білий слон · f3 чорний кінь · d2 білий кінь · e2 білий пішак · f2 білий пішак · g2 чорний кінь | e8 білий король · h8 білий слон · e6 чорний пішак · f6 білий кінь · h6 білий ферзь · f5 білий пішак · h5 білий пішак · b4 білий пішак · d4 чорний король · g4 білий пішак · b3 білий слон · f3 чорний кінь · d2 білий кінь · e2 білий пішак · f2 білий пішак · g2 чорний кінь | e8 білий король · h8 білий слон · e6 чорний пішак · f6 білий кінь · h6 білий ферзь · f5 білий пішак · h5 білий пішак · b4 білий пішак · d4 чорний король · g4 білий пішак · b3 білий слон · f3 чорний кінь · d2 білий кінь · e2 білий пішак · f2 білий пішак · g2 чорний кінь | 1 |
|   | a | b | c | d | e | f | g | h |   |

1. ... Ke5 2. Se4 #
1. ... Kc3 2. Sd5 #
1. Df8! ~ 2. Dc5 #
1. ... Ke5 2. Sd5 #
1. ... Kc3 2. Se4 #